# Jürgen Filius

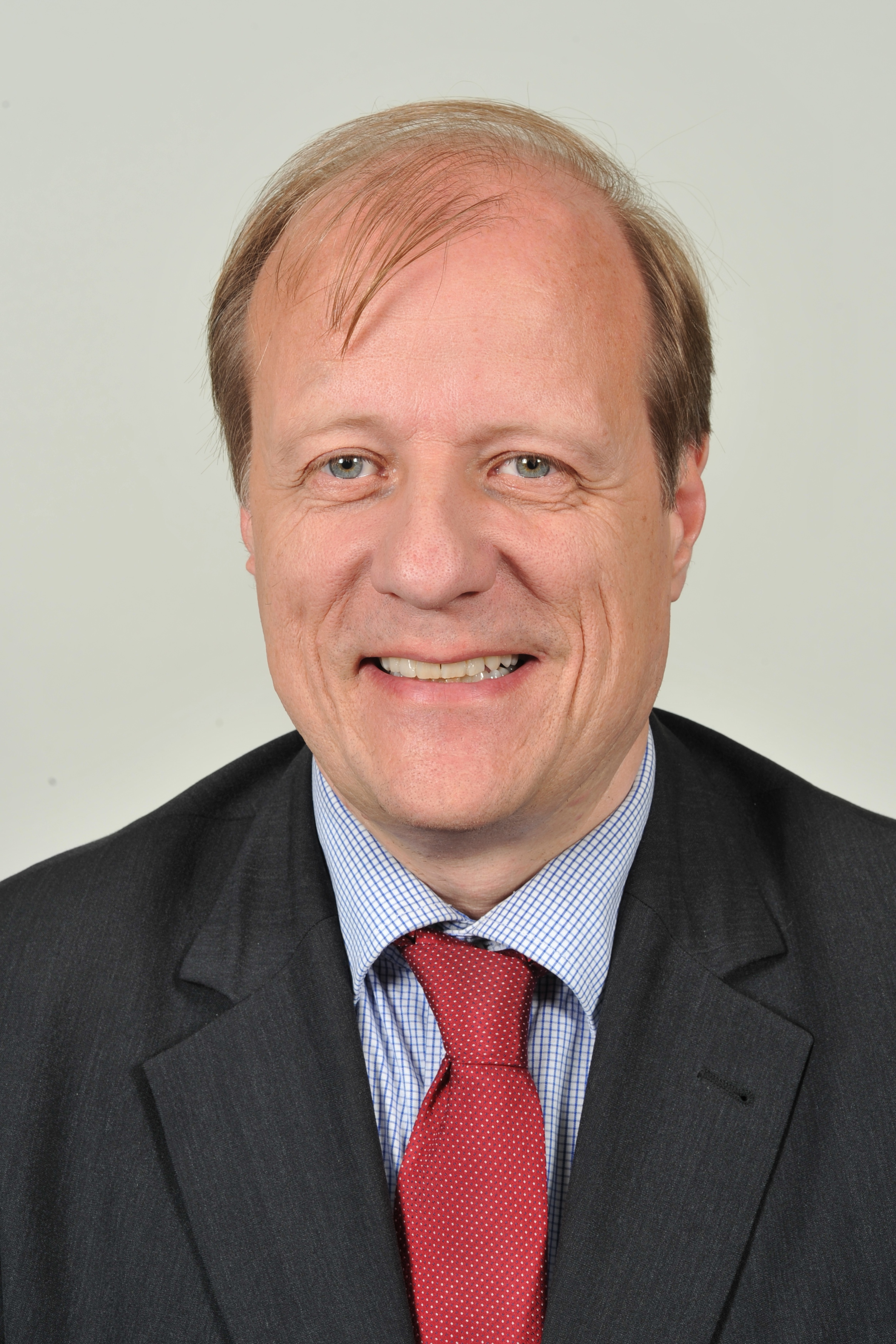
Jürgen Filius (2013)

(2016)

Jürgen Filius (* 5. Oktober 1960 in West-Berlin) ist ein deutscher Politiker (Bündnis 90/Die Grünen). Er war von 2011 bis 2021 Abgeordneter im Landtag von Baden-Württemberg.

## Ausbildung und Beruf
Jürgen Filius kam 1961 nach Ulm, wo er nach dem Abitur 1981 am Humboldt-Gymnasium seinen Zivildienst im Kinderheim Guter Hirte ableistete. Anschließend studierte er an der Universität Heidelberg Rechtswissenschaften. Nach dem Referendariat wurde er als Rechtsanwalt tätig. Als Gründungssozius gehört er der Kanzlei Filius, Brosch & Kollegen in Ulm an.

## Politische Tätigkeit
Filius trat 1993 in die Partei Bündnis 90/Die Grünen ein. Er gehörte für seine Partei von 1997 bis 2009 dem Gemeinderat der Stadt Ulm an.
Bei der Landtagswahl in Baden-Württemberg 2011 erhielt er im Landtagswahlkreis Ulm 24,7 Prozent der Stimmen und zog über das Zweitmandat in den Landtag von Baden-Württemberg ein. Bei der Landtagswahl in Baden-Württemberg 2016 holte er mit 33 Prozent der Stimmen das Direktmandat für seinen Ulmer Wahlkreis.
Im Landtag war Filius im Ständigen Ausschuss sowie im Ausschuss für Wissenschaft, Forschung und Kunst vertreten und war stellvertretendes Mitglied des Parlamentarischen Kontrollgremiums. Außerdem war er für seine Fraktion Vorsitzender des Arbeitskreises Recht und Verfassung, rechtspolitischer Sprecher sowie Sprecher für Hochschulmedizin und Strafvollzugsbeauftragter. 2017 war er Mitglied der 16. Bundesversammlung.
Filius kandidierte bei der Landtagswahl in Baden-Württemberg 2021 nicht erneut.

## Gesellschaftliches Engagement
1990 war Filius Sprecher der Ulmer Bürgerinitiative Neue Straße gegen Tunnel und Tiefgarage. Filius ist Mitbegründer des Anwaltnotdienstes in Ulm und Mitglied im Trägerverein des Zentrums Guter Hirte e. V., das sich um die Betreuung von Kindern und Jugendlichen aus schwierigen familiären Verhältnissen kümmert. Zudem ist er Vorsitzender des Vereins FortSchritt Ulm/Neu-Ulm e. V., einem Verein, der sich um die Betreuung und Bildung hirngeschädigter Kinder kümmert.

## Persönliches
Filius ist verheiratet und hat drei Kinder. Er gehört der römisch-katholischen Kirche an und lebt in Ulm.